# بادیگارد (فیلم ۱۹۴۸)
بادیگارد (انگلیسی: Bodyguard) فیلمی در ژانر جنایی و درام به کارگردانی ریچارد فلایشر است که در سال ۱۹۴۸ منتشر شد. از بازیگران آن می‌توان به لارنس تیرنی، پریسیلا لین، الیزابت ریسدون، فیلیپ رید و استیو برودی اشاره کرد.